# Hasan Barojev
Hasan Barojev (1. prosinca, 1982. Dušanbe, Tadžikska) je ruski hrvač osetskog podrijetla.
Natjecao se na OI 2004. u hrvanju grčko-rimskim načinom u kategoriji do 120 kg, osvojivši zlatno odličje.
Svjetski je prvak iz 2003. u hrvanju.